# Kanton Rosheim
Kanton Rosheim (fr. Canton de Rosheim) byl francouzský kanton v departementu Bas-Rhin v regionu Alsasko. Tvořilo ho devět obcí. Zrušen byl po reformě kantonů 2014.

## Obce kantonu
- Bischoffsheim
- Bœrsch
- Grendelbruch
- Griesheim-près-Molsheim
- Mollkirch
- Ottrott
- Rosenwiller
- Rosheim
- Saint-Nabor